# Dieter Knappe
Dieter Knappe (* 30. Dezember 1939 in Frankfurt (Oder); † 5. April 2002) war ein ostdeutscher Tischtennisspieler. Er nahm an der Weltmeisterschaft 1959 teil.

## Werdegang
Knappe begann seine Karriere beim Verein SC Lokomotive Leipzig, dem er bis 1959 angehörte. 1956 wurde er DDR-Jugendmeister. In der DDR-Rangliste wurde er 1958 auf Platz acht geführt. Bei den DDR-Meisterschaften wurde er 1958 mit Heinz Haupt im Doppel Dritter. Ein Jahr später erreichte er hier in allen drei Wettbewerben vordere Plätze: Dritter im Einzel sowie Zweiter im Doppel mit Dieter Lauk und im Mixed mit Christa Bannach.
1959 schloss Knappe sich dem Verein BSG Stahl Blankenburg an. Hier war er 1960 am Aufstieg der Herrenmannschaft in die Verbandsliga, der damals zweithöchsten DDR-Spielklasse, beteiligt. Er gehörte diesem Verein bis zu seinem Lebensende an.
1959 wurde er vom Tischtennisverband der DDR für die Individualwettbewerbe der Weltmeisterschaft in Dortmund nominiert. Dabei schied er im Einzel in der ersten Runde gegen Jaroslav Staněk (Tschechoslowakei) aus. Im Doppel spielte er mit dem Rumänen Radu Negulescu. Durch Siege über John de Korver/Frans Robers (Niederlande) und Joseph Demolin/Vojin Djordjevic (Belgien) erreichten sie die dritte Runde, wo sie den Ungarn Zoltán Bubonyi/László Pigniczki unterlagen.
Für seine Verdienste bei der Entwicklung des Tischtennissports in der DDR wurde Knappe 1981 vom DDR-Tischtennisverband DTTV mit der Ehrennadel in Gold ausgezeichnet.

## Familie
Knappe war verheiratet. Sein Bruder Bodo Knappe, ein ehemaliger Fußball-Oberligaspieler des SC Einheit Dresden, war verheiratet mit der Tischtennisspielerin Liane Rödel († 2002).

## Turnierergebnisse
| Verband | Veranstaltung     | Jahr | Ort      | Land | Einzel     | Doppel    | Mixed     | Team |
| ------- | ----------------- | ---- | -------- | ---- | ---------- | --------- | --------- | ---- |
| GDR     | Weltmeisterschaft | 1959 | Dortmund | FRG  | letzte 256 | letzte 32 | letzte 64 |      |